# 6',7'-Dihydroxybergamottine
La 6',7'-dihydroxybergamottine est une furocoumarine naturelle substitué par un groupe géranyle doublement hydroxylé, faisant d'elle également un composé méroterpène, et plus précisément un composé terpénopholique.

## Occurrence naturelle

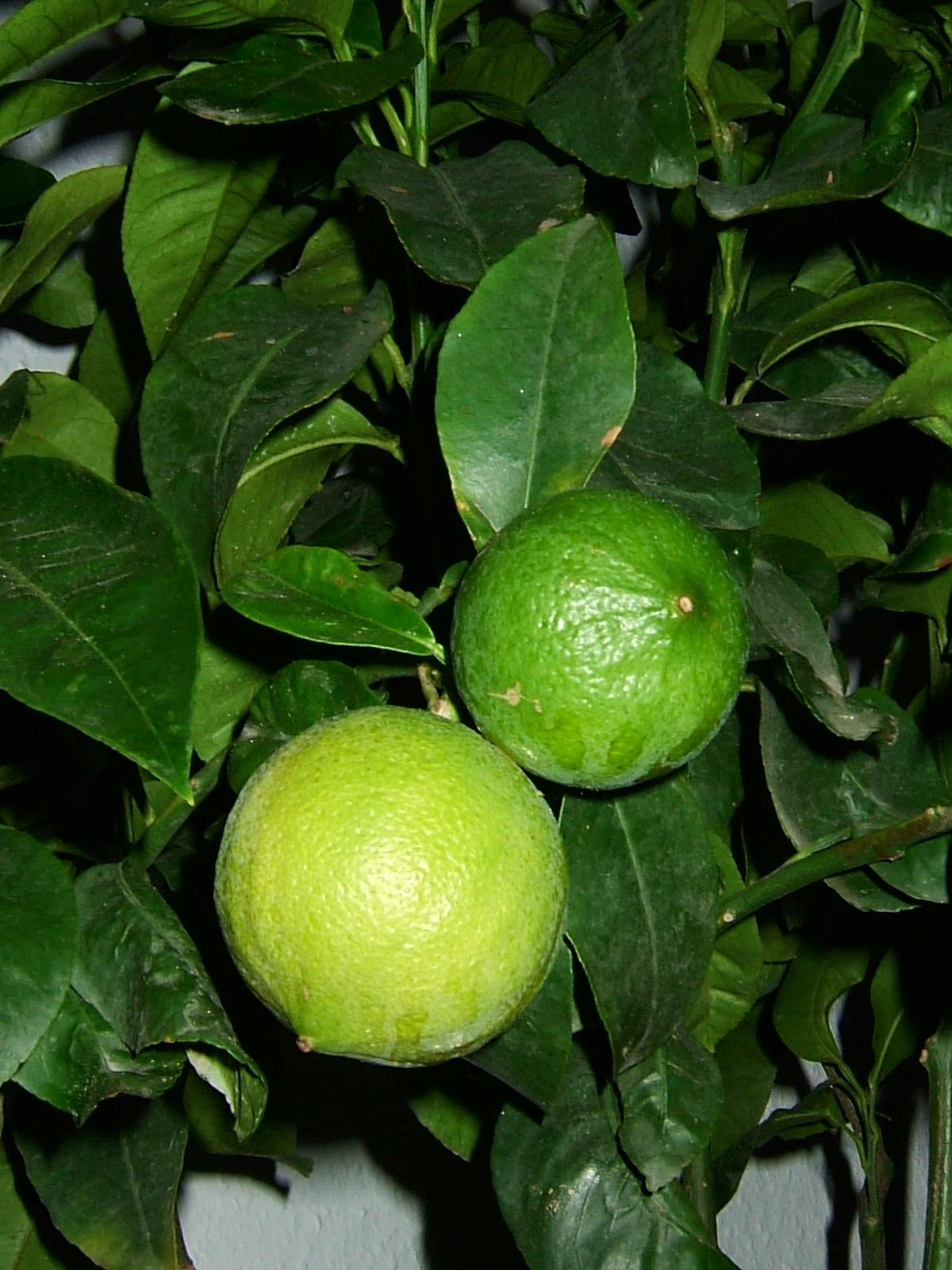
Bergamote

La 6',7'-dihydroxybergamottine est présente dans la bergamote, d'où elle tire son nom, et d'autres agrumes, en particulier les pomélos, les pamplemousses, et les oranges amères, aussi bien dans la peau que dans la pulpe.
Sa biosynthèse se fait à partir de la bergamottine avec comme intermédiaire l'époxybergamottine.

## Propriétés
Avec la bergamottine, c'est un inhibiteur du CYP3A4, et les deux font partie des principaux composés soupçonnés d'être à l'origine des interactions médicaments-pamplemousse, c'est-dire le lien entre la consommation d'agrumes contenant ces composés, en particulier le pamplemousse, et le trouble du métabolisme (dégradation plus lente) de certains médicaments après consommation de pamplemousse. de certains médicaments et donc la perturbation qu'elle entraîne dans la prise du traitement,,,, ce qui a pour effet d'augmenter leur biodisponibilité orale et leur concentration plasmatique.  
La CI50 de la 6',7'-dihydroxybergamottine pour le CYP3A4 est inférieur à 1,2 μM, celle pour le CYP1B1 est de 7,17 μM, et celle pour la biosynthèse de la  6β-hydroxytestostérone est de 25 μM.